# Картиџ (Арканзас)
Картиџ (енгл. Carthage) град је у америчкој савезној држави Арканзас.

## Демографија
По попису из 2010. године број становника је 343, што је 99 (-22,4%) становника мање него 2000. године.
| Група             | 2000.       | 2010.       |
| Белци             | 63 (14,3%)  | 51 (14,9%)  |
| Афроамериканци    | 366 (82,8%) | 273 (79,6%) |
| Азијати           | 0 (0,0%)    | 0 (0,0%)    |
| Хиспаноамериканци | 15 (3,4%)   | 9 (2,6%)    |
| Укупно            | 442         | 343         |